# Linha do Simplon

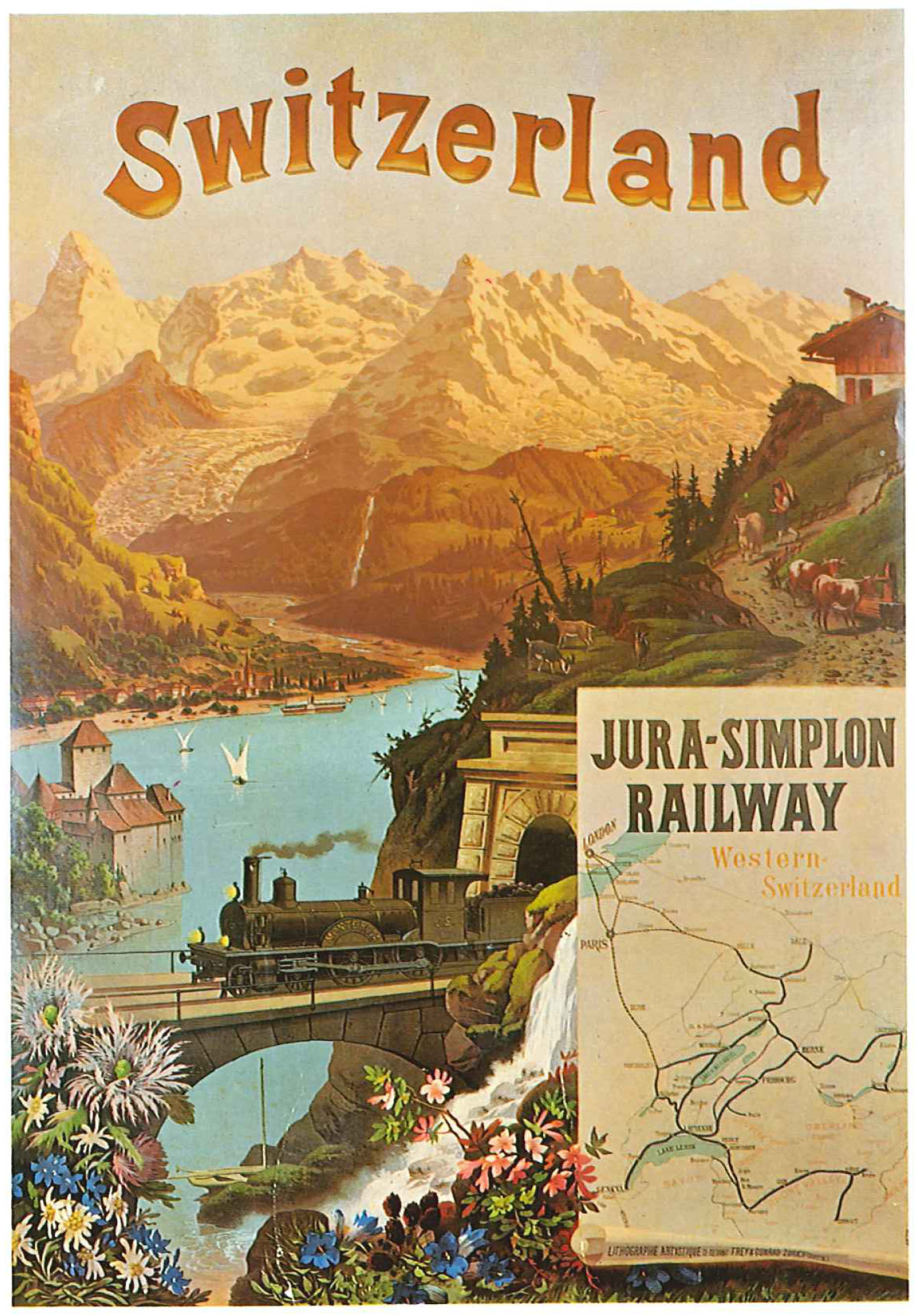
Anúncio de 1890

A Linha do Simplon ou Linha Lausana-Domodossola, é uma linha internacional gerida pela Caminhos de Ferro Federais da Suíça (CFF) e que liga Lausana na  Vaud  com Domodossola na  Itália. A partir de Lausana o combóio parte ao longo do margem Norte do Lago Lemano e entra no Chablais, tanto Chablais Vaudois como Chablais Valaisano, para subir o vale do Rio Ródano
até Briga  Valais  para se dirigir ao Túnel do Simplon  antes de atingir Domodossola no Piemonte,  Itália.

## História
O Simplon  foi desde a época do Mesolítico utilizado para uma ligação Norte-Sul como o demonstraram as descobertas feitas e datadas de 2100 anos a.C. Mais tarde o que é conhecido como "a passagem dos burros" foi largamente utilizado e é esse caminho que está na origem da estrada mandada abrir por Napoleão (ver Passo do Simplon).
Mesmo se o colo de Saltine, ao Norte, e o de  Gondo, ao Sul, sejam francamente mais difíceis, a passagem entre  Briga e Domodossola não é francamente umproblema mesmo se o Passo do Simplon se encontra a 2 000 m de altitude. Goldo, que é uma localidade fronteira, e a localidade de Simplon são as duas únicas localidades do cantão do Valais ao Sul dos Alpes.

## Lausana-Sion-Briga
A linhas foi construída entre 1857 e 1878 em diferentes porções. A primeira foi a Martigny-Saint Maurice-Le Bouveret, aberta pela Companhia da Linha de Itália - uma porção da Linha do Tonkin - que se chamará a partir de 1890 a Companhia do Jura-Simplon. Depois Sion em 1860, Sierre em 1868, Saint-Maurice e Villeneuve  em 1860 pela Companhia da Suíça ocidental. Em 1874 a Companhia do Jura-Simplon compra a Companhia da Linha de Itália. e constrói a linha de Sierre a Briga entre 1877-78.
A construção da via dupla durou 100 anos pois começou em 1900 para se terminar em 2004.

## Túnel
Esta linha não teria o renome que tem sem a abertura a 23 de Janeiro de 1906 do Túnel do Simplon, que com os seus 19,8 km era o maior do mundo, e o tráfego ainda aumenta mais com a abertura em 1922 da segunda galeria.

### Datas
- 1898; começo dos trabalhos de abertura do túnel pela Companhia do Jura-Simplon
- 1905; fim da abertura
- 28 de Maio de 1906; inauguração
- 1906; electrificação
- 1912; começo dos trabalhos de abertura da 2da galeria
- 1921; fim dos trabalhos de abertura da 2da via.

## Utilização
Unicamente em relação ao serviço de passageiros a linha é utilizada por seis grandes serviços.

### TEE
O Trans Europ Express entra em funcionamento nesta linha e 1961 com o TEE Cisalpino que faz a ligação Paris-Milão
As linhas eram:
- Cisalpin 01.07.1961 – 21.01.1984 Paris (Estação de Lyon) – Dijon – Lausana – Briga – Domodossola – Milão (Central)
- Lemano 01.06.1958 – 22.05.1982 Genebra – Lausana – Briga – Domodossola – Milão (Central)

### TGV
O Comboio de alta velocidade, na ocorrência o TGV francês, faz o trajecto Paris (Estação de Lyon) — Lausana que é explorada pela SNCF e pelos CFF e para manter as denominações tradicionais dos grandes expressos europeus vai chamar-se-lhes: Lemano e Cisalpino.
Em 1995 a linha é prolongada até Briga para servir as estações de desporto de Inverno do Alto-Valais  Valais . Em 2002 esta linha toma o nome de Lyria 
- Linha; Paris (Estação de Lyon) – Dijon - Vallorbe - Lausanna - Sion

### EuroCity
Em 1988 cessaram os serviços TEE e começaram os da EuroCity entre Genebra-Milão via Lausana.
Linhas:
- Genebra — Lausana — Montreux — Sion — Briga — Domodossola — Stresa –  Milão (Central) — Veneza (Santa Lucia)
- Basileis – Liestal — Olten — Berna — Thun — Spiez — Visp — Briga – Domodossola — Stresa — Gallarate — Milão (Central) — Veneza (Santa Lucia)

### Cisalpino
Foi em 1996 que o Cisalpino, uma filial dos Caminhos de Ferro Federais, toma a exploração da linha Genebra-Lausana-Milão. Depois de vários problemas com o material rolante, a filial foi suprimida e o tráfico passou, em 2010, a ser efectuado  pala EuroCity.

## Imagem

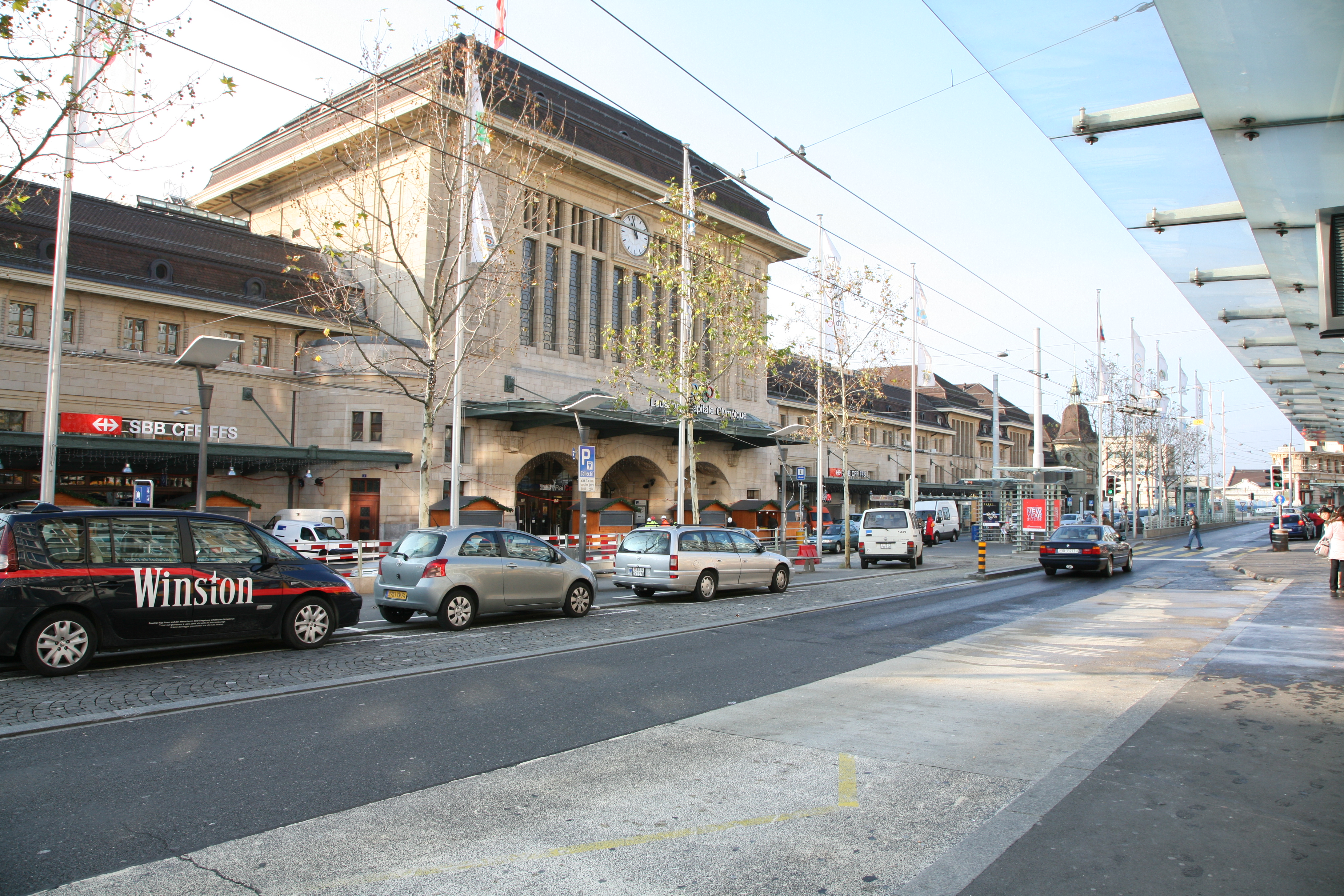
Estação de Lausana
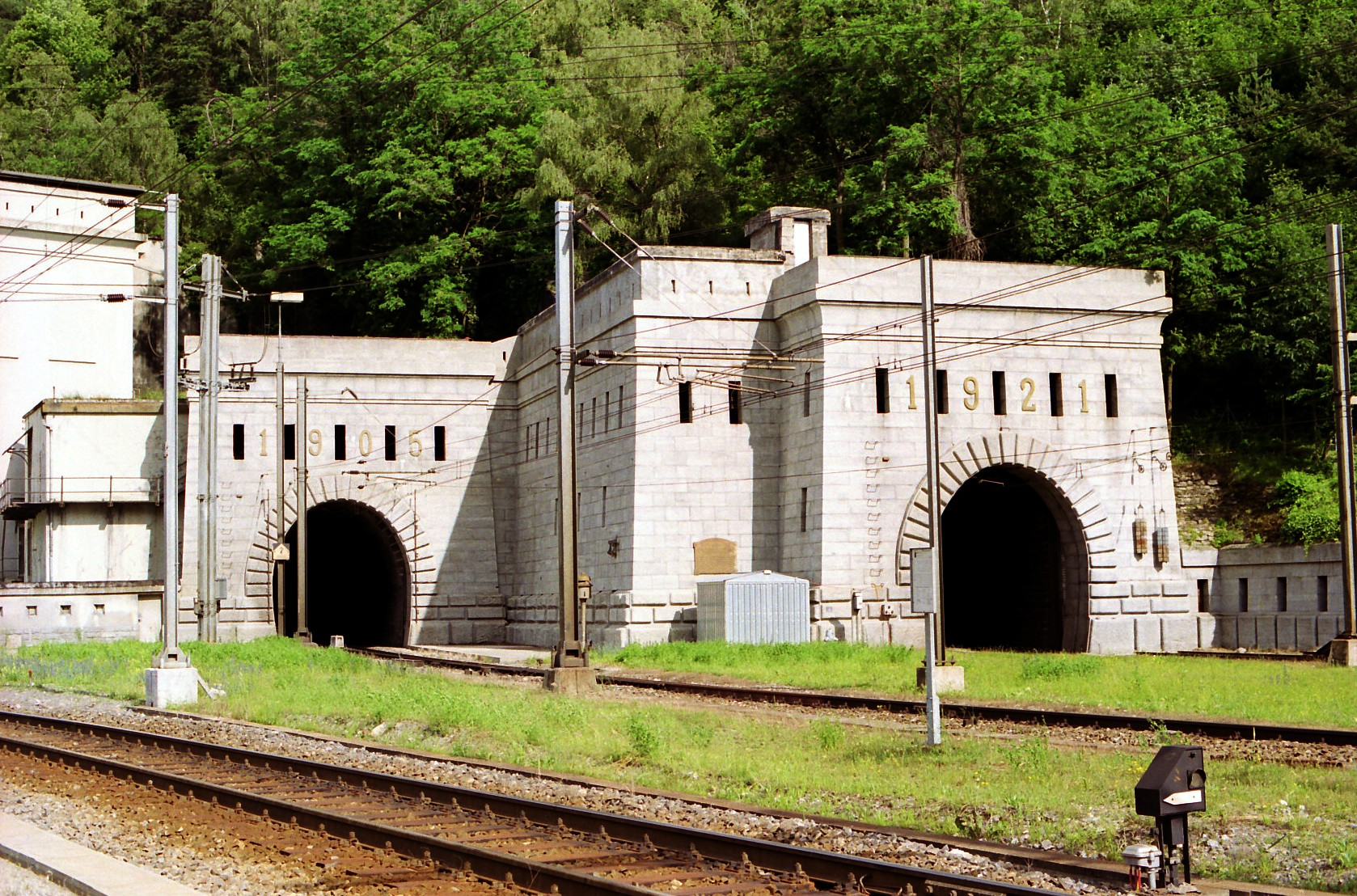
Entrada lado Suíço
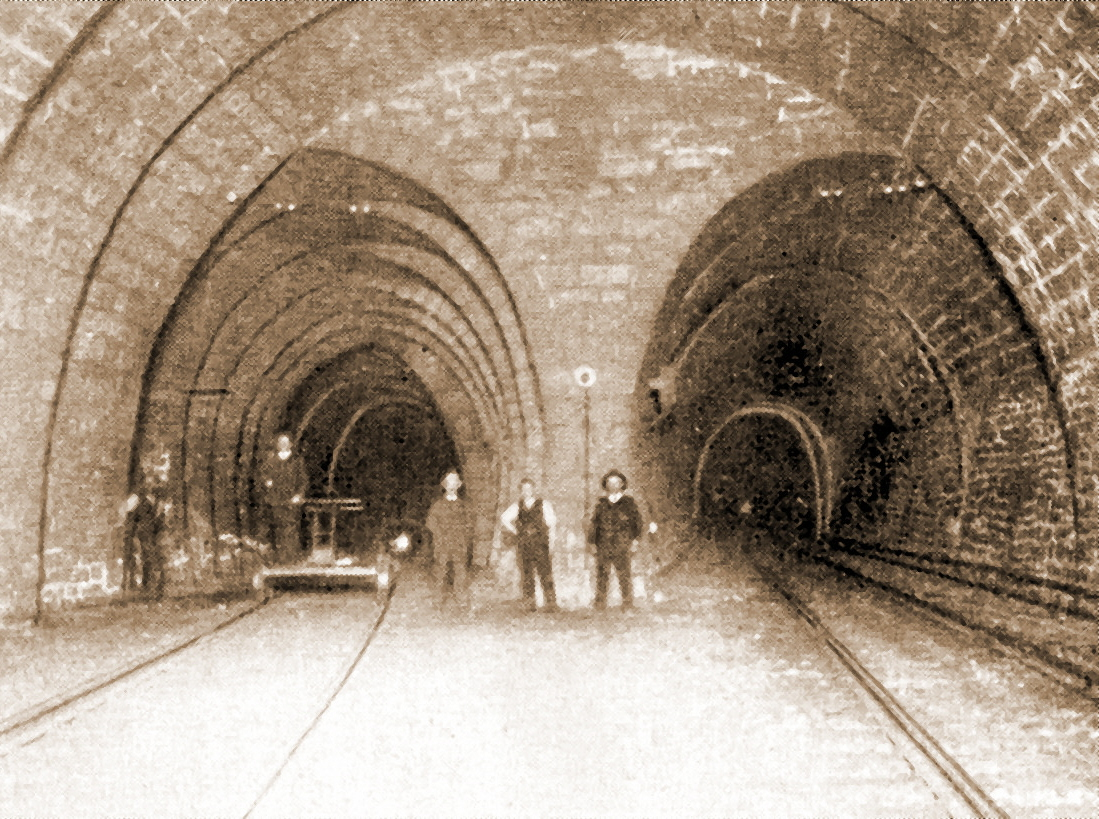
Com as duas galerias
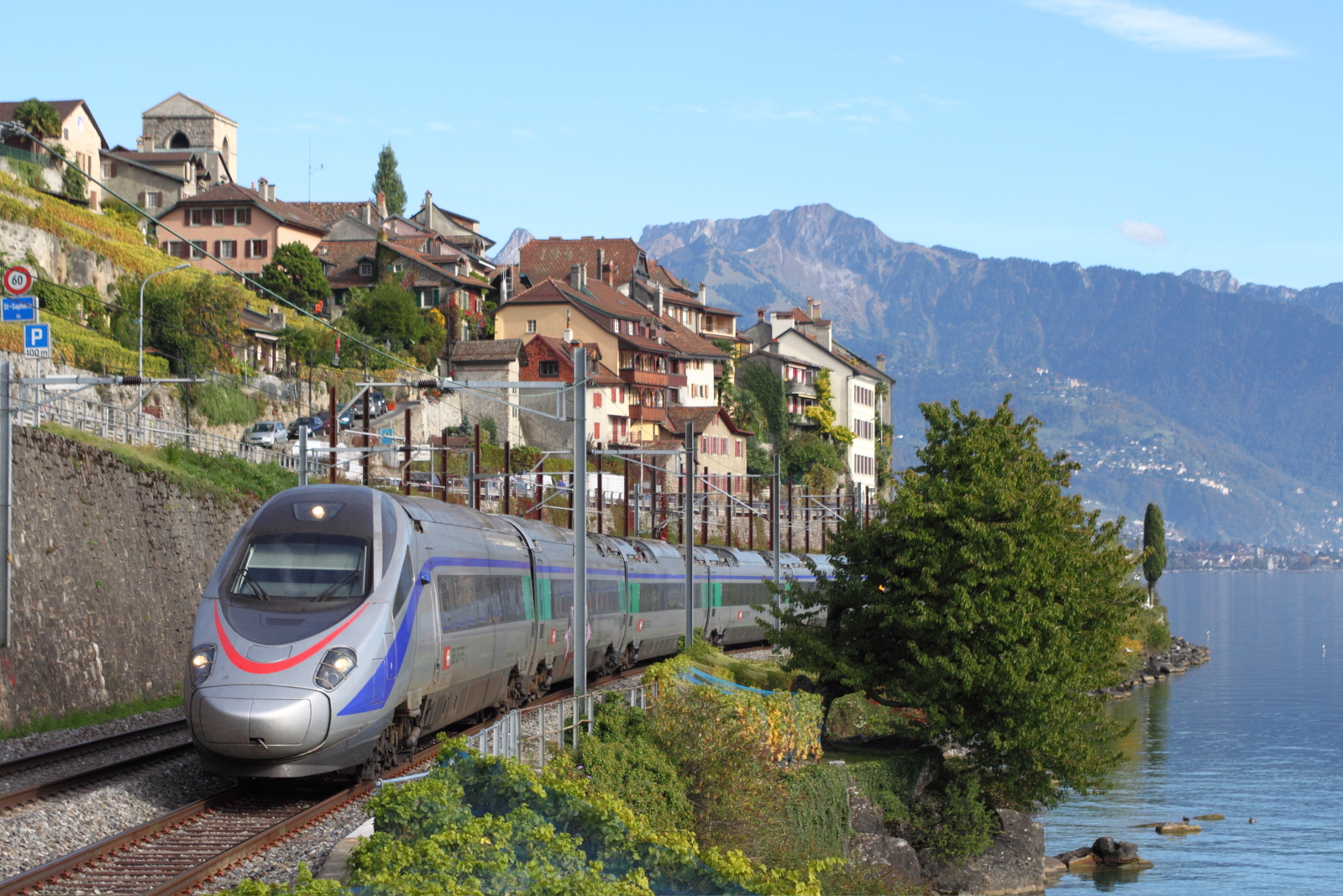
ETR da CFF em St-Saphorin, Lago Lemano
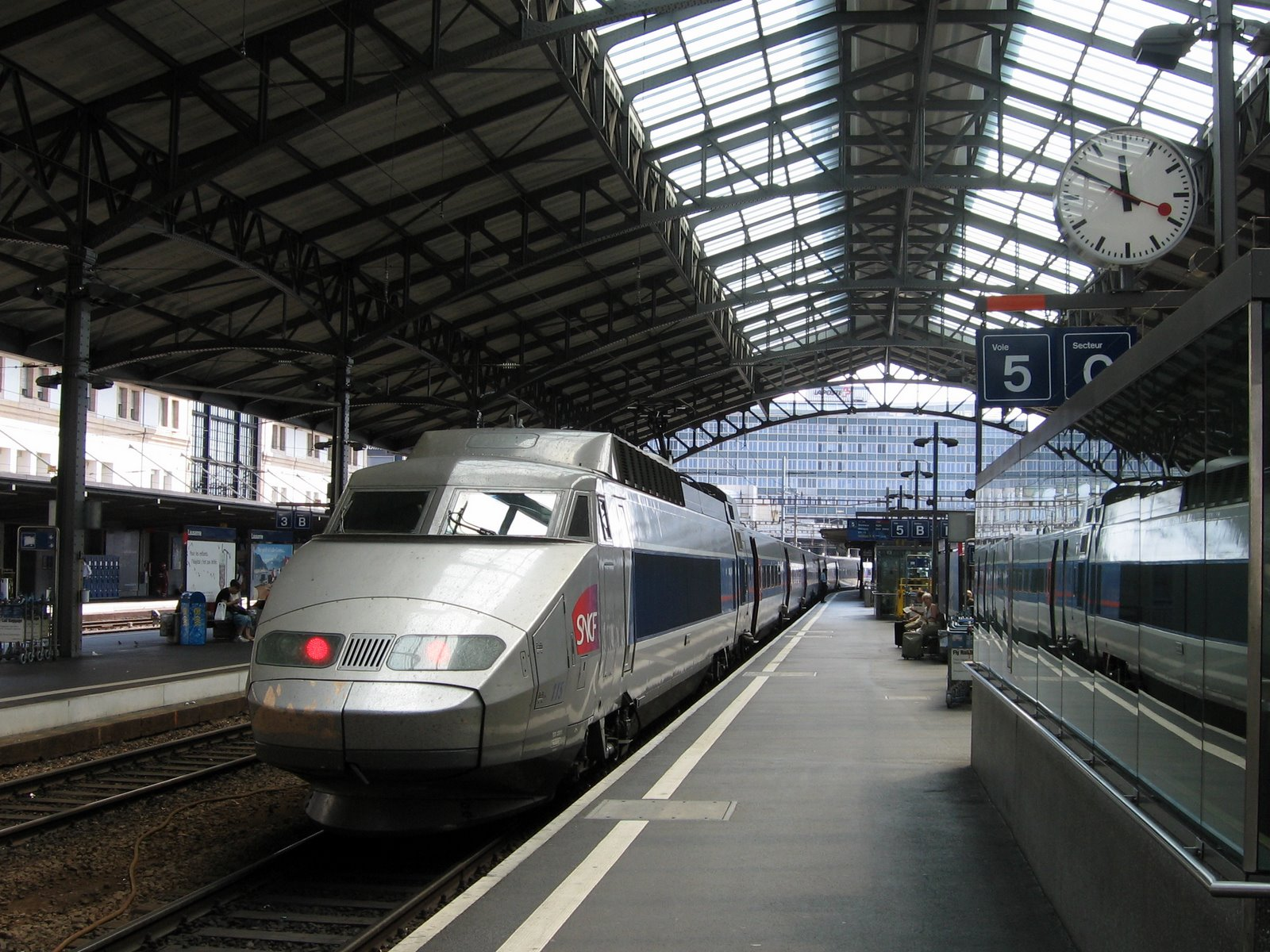
TGV Lyria em Laysana
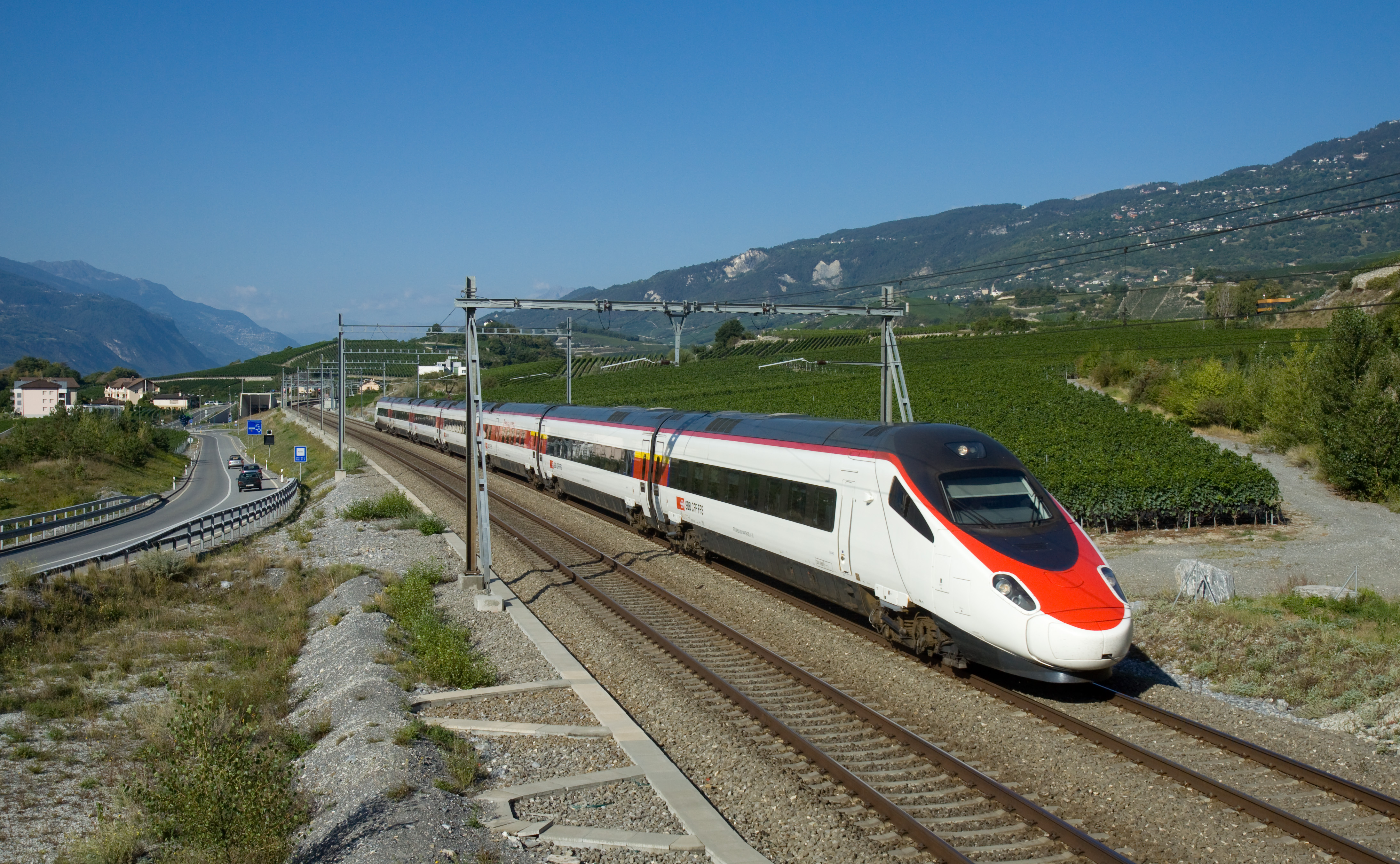
EuroCity no Valais
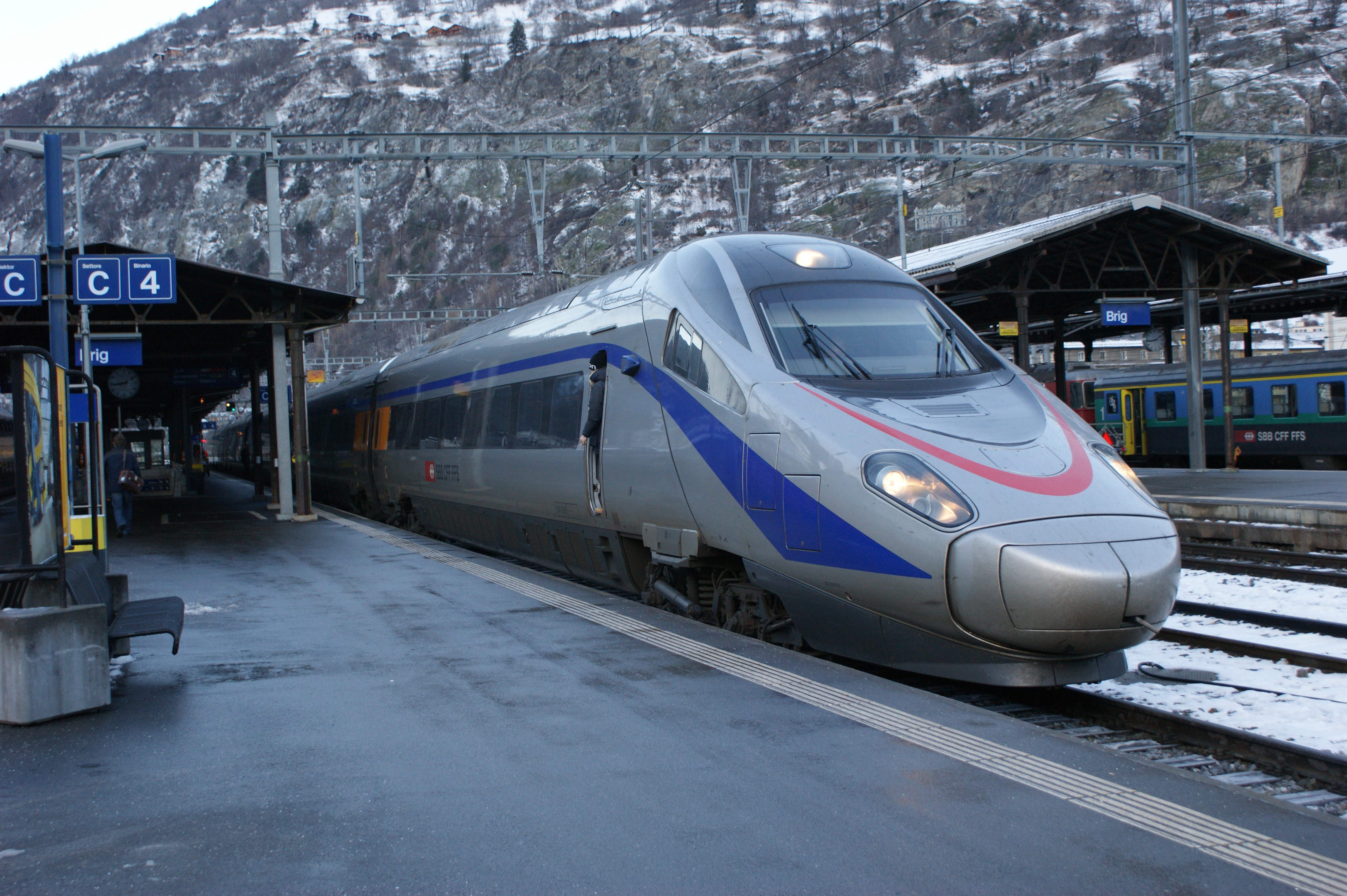
Cisalpino em Briga

### Anúncios

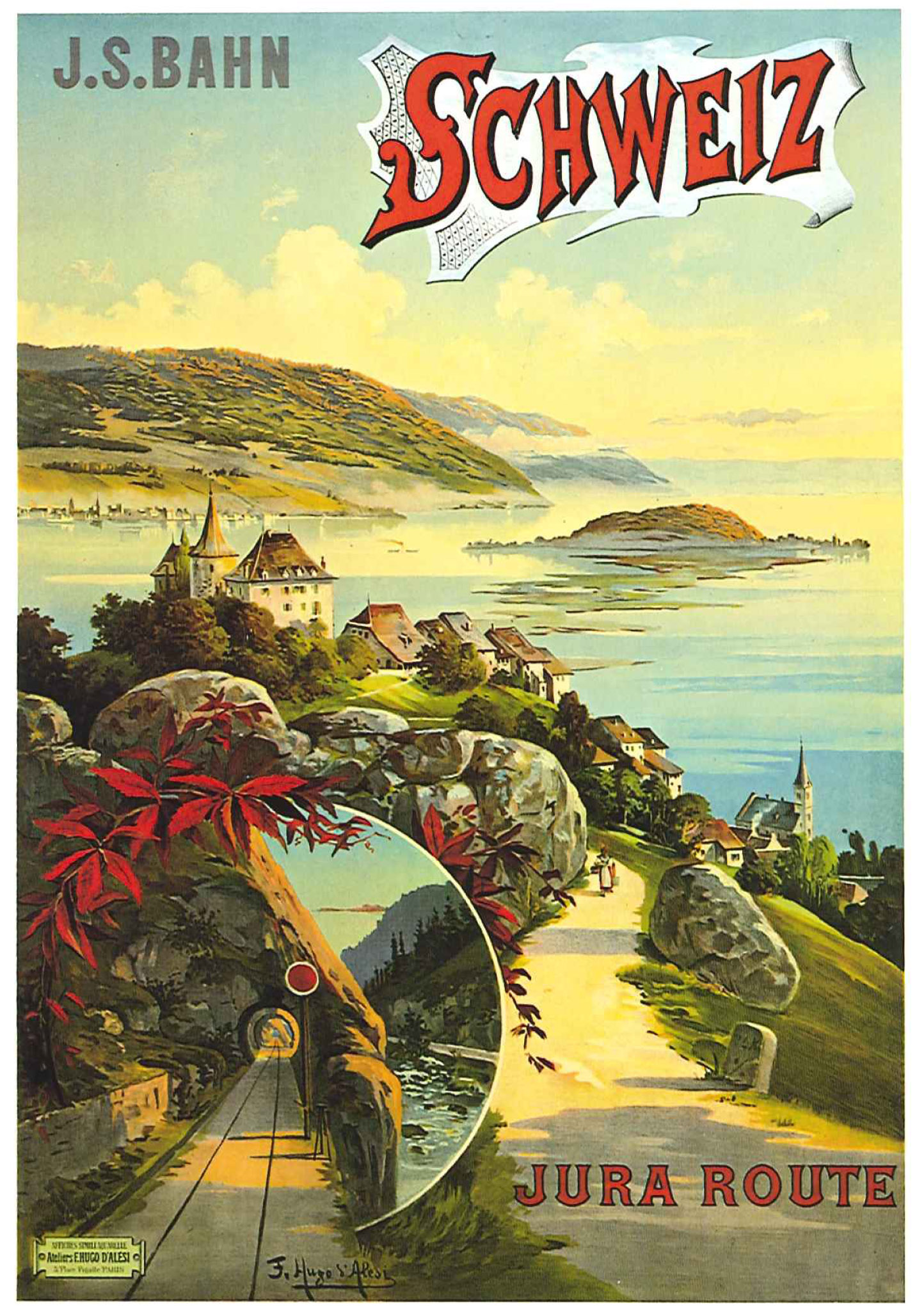
De 1895
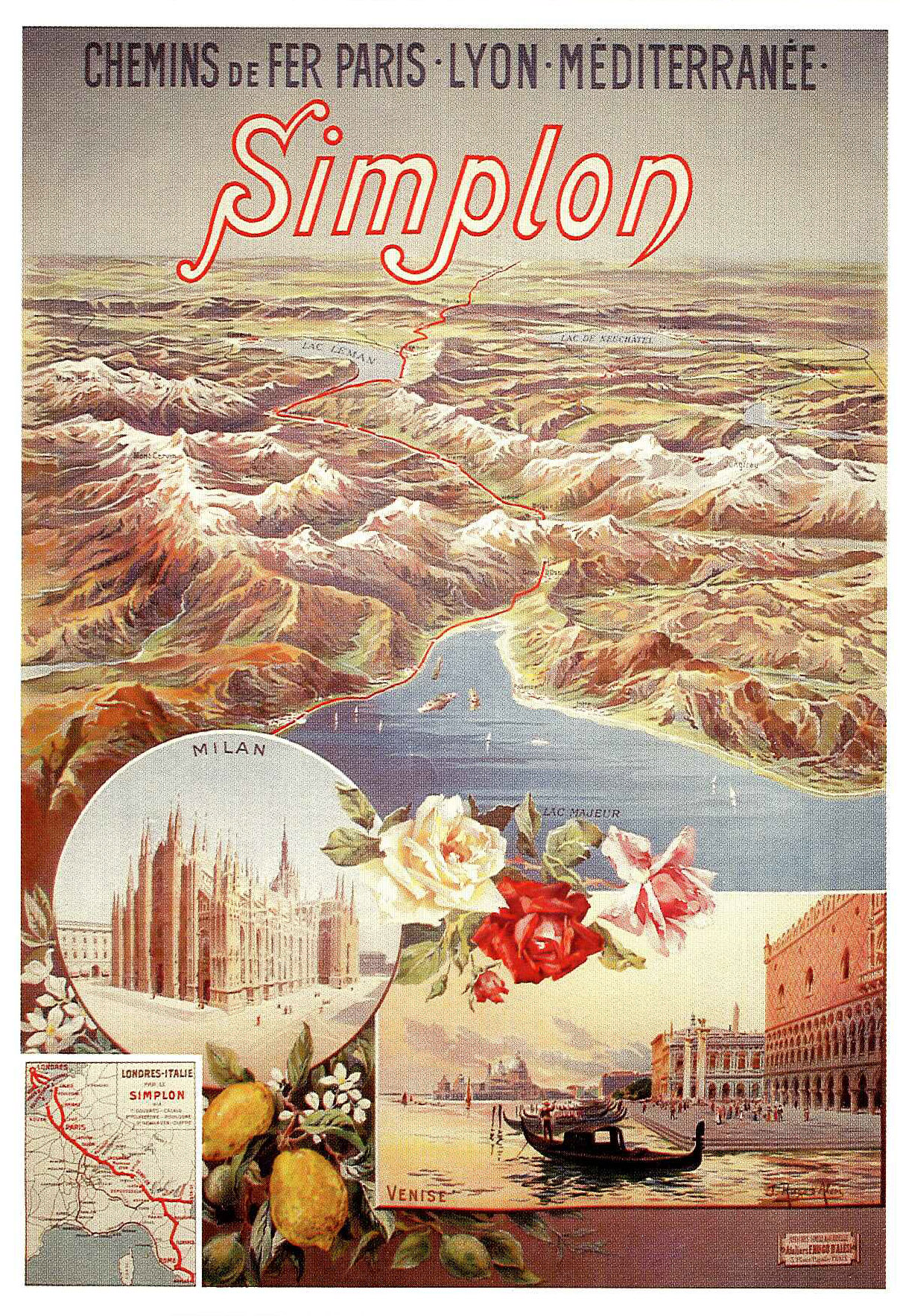
De 1900
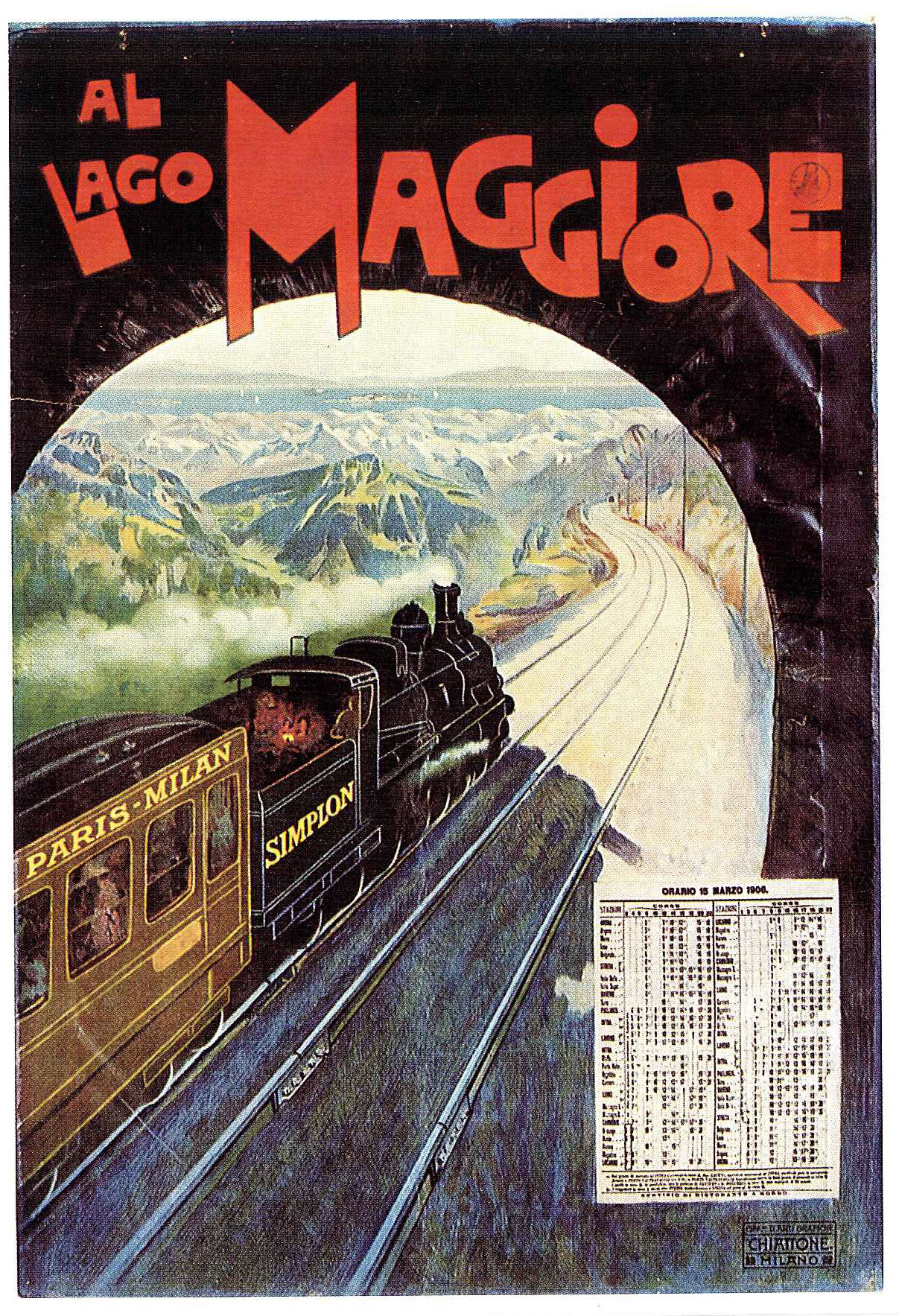
De 1908